# Cúbito
El cúbito o ulna es un hueso largo, paralelo al radio, situado entre la tróclea humeral y el carpo. Se encuentra en la parte interna del antebrazo; se articula superiormente con el húmero y el radio, y por la parte inferior con el radio y con los huesos del carpo. Tiene un cuerpo y dos extremidades.

## Cuerpo
La ulna no es exactamente rectilínea, presenta una curvatura ligera de concavidad anterior. Describe una S itálica en el plano verticotransversal, cóncava hacia dentro en su parte superior y hacia fuera en la inferior. Tiene mayor volumen hacia arriba que hacia abajo, es prismático triangular en sus tres cuartas partes superiores e irregularmente cilíndrico en su cuarto inferior.
Presenta tres caras y tres bordes.

## Epífisis proximal
Posee la apófisis posterosuperior, el olécranon, que constituye la prominencia dorsal del codo, y otra en la región anterior: la apófisis coronoides. Ventral al olécranon se ubica la incisura troclear o cavidad sigmoidea mayor que se articula con la tróclea humeral y lateral en la epífisis superior se ubica la incisura radial o cavidad sigmoidea menor que sirve  para articular con el radio.

## Diáfisis
Es ligeramente curvada, más voluminosa por arriba que por abajo. Posee tres caras (anterior, posterior y medial) y tres márgenes (anterior, posterior y lateral).

## Epífisis distal o inferior
Presenta dos eminencias, una es la cabeza de la ulna, que presenta la circunferencia articular radial que se articula con el radio, y otra es el proceso estiloides de ubicación medial y posterior. Entre ambas, en la cara inferior, hay un canal en el que se inserta el disco articular que separa al cúbito de los huesos del carpo.

## Galería

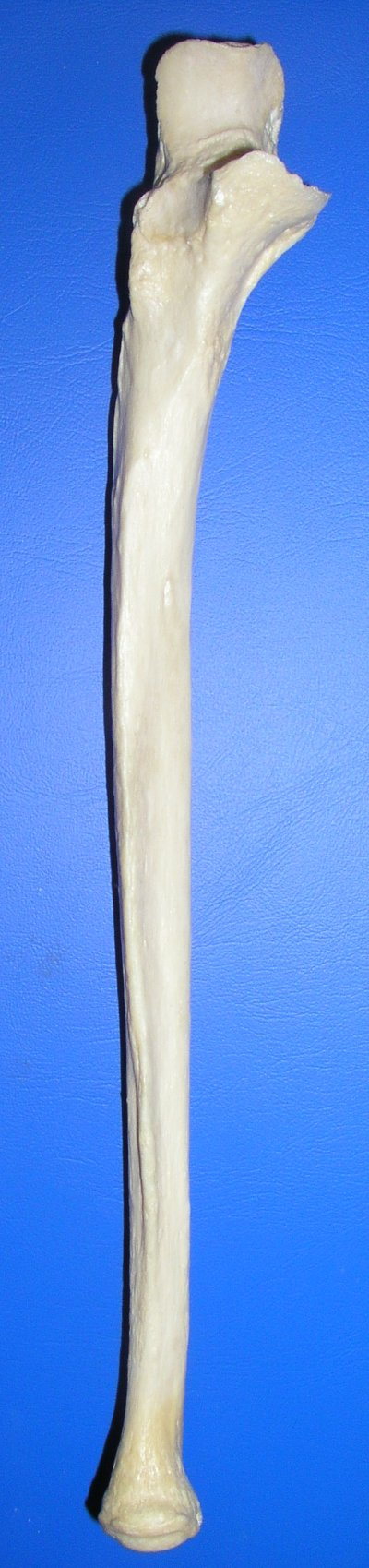
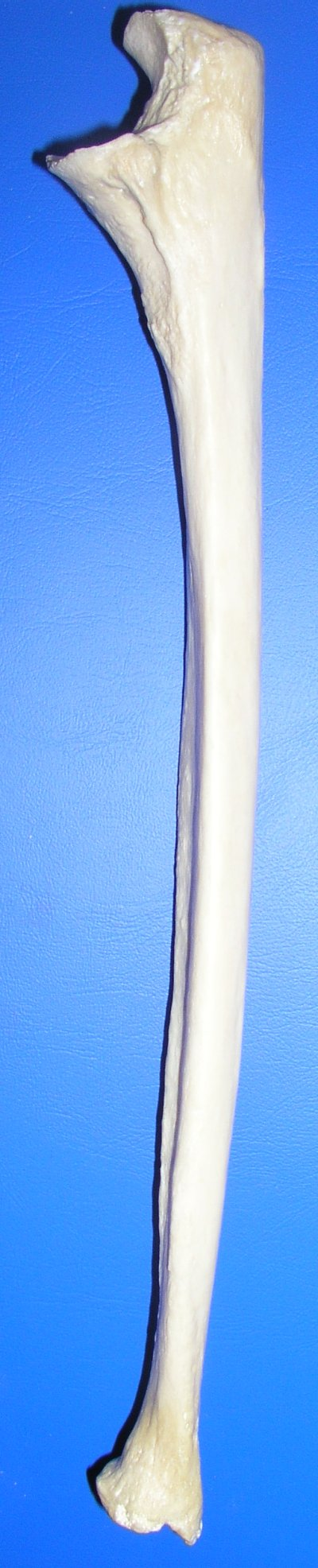
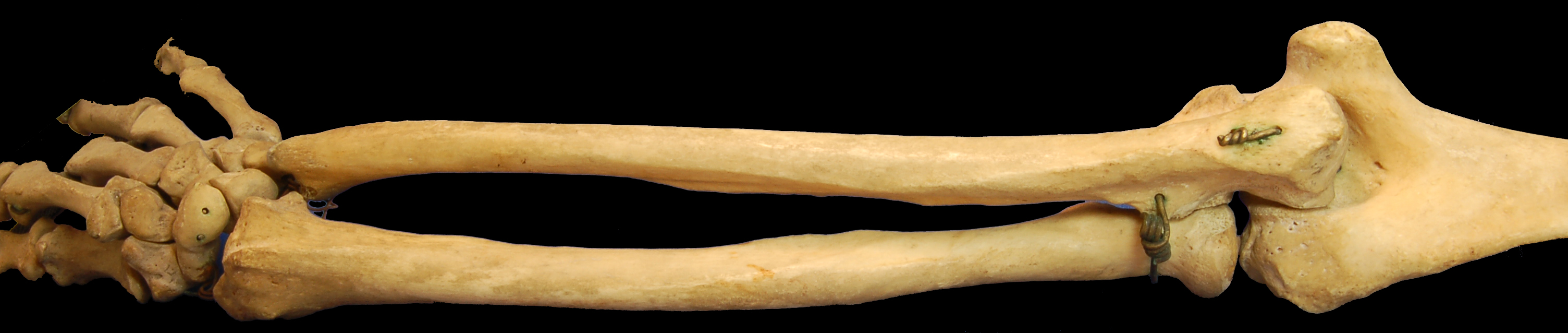
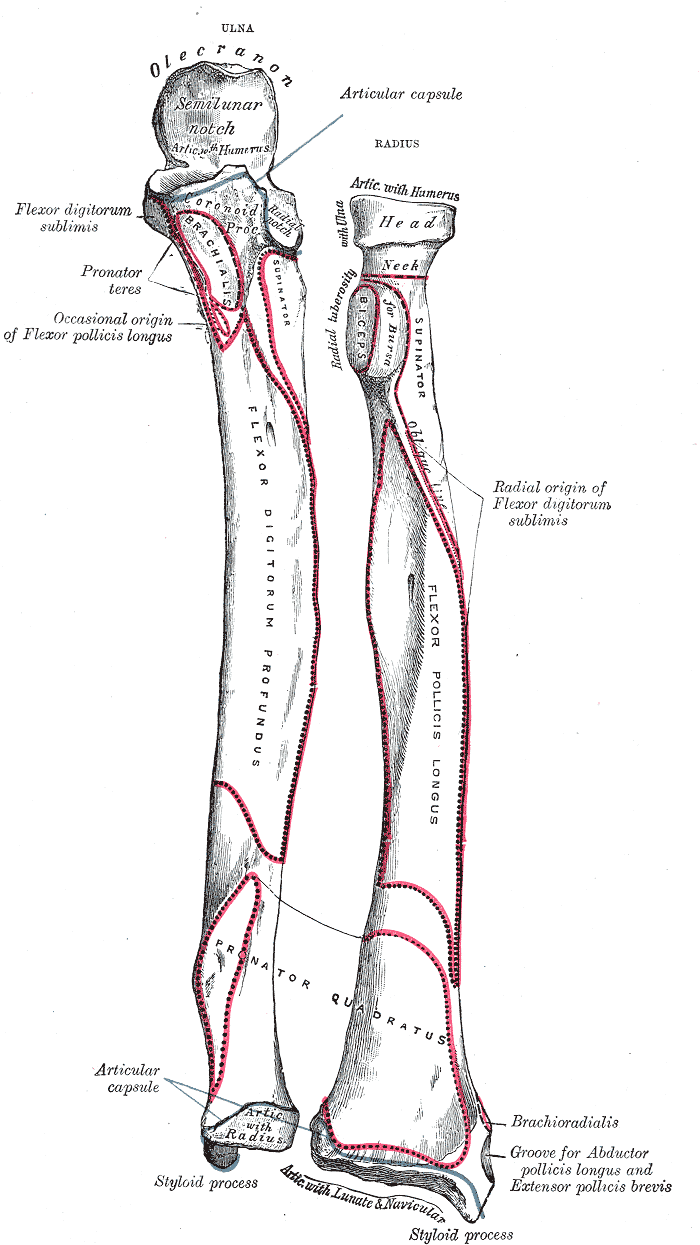
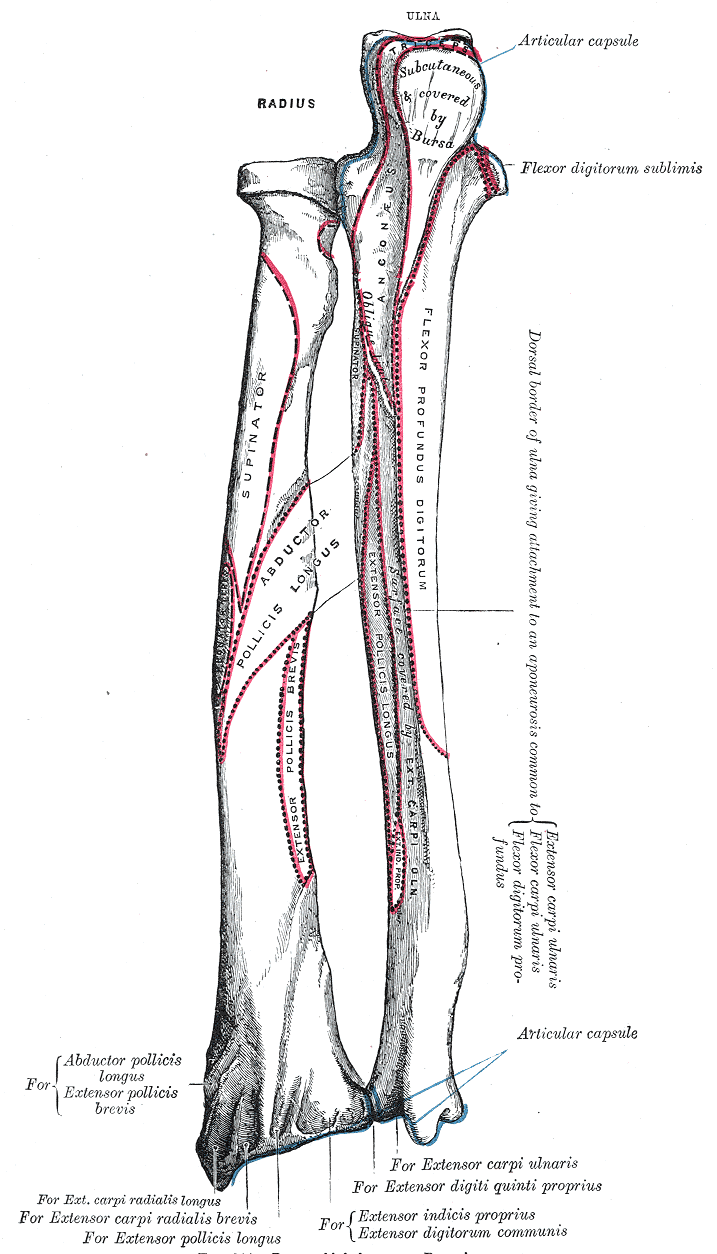
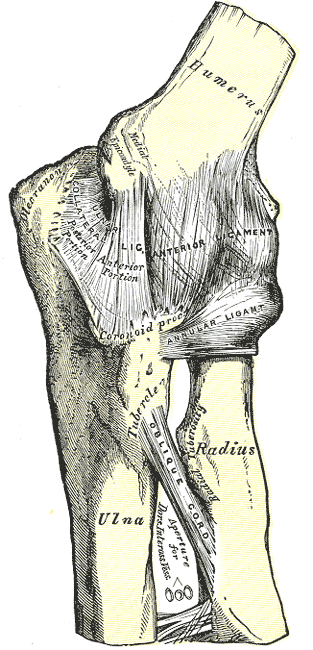
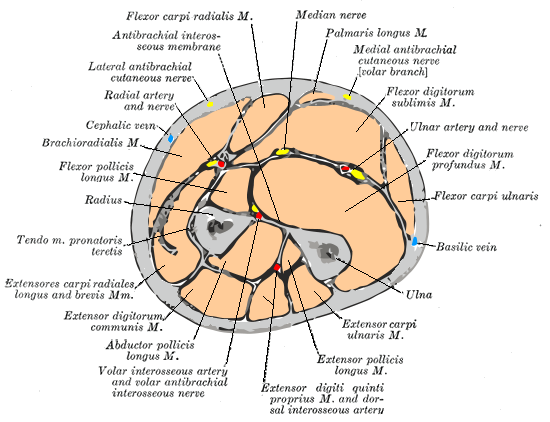
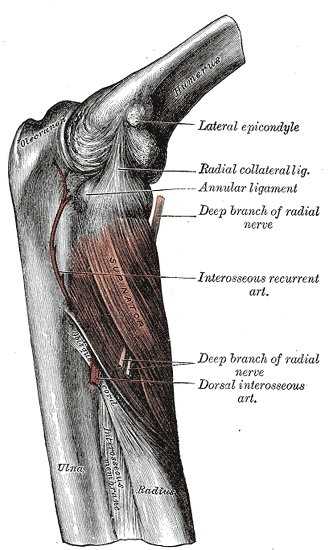
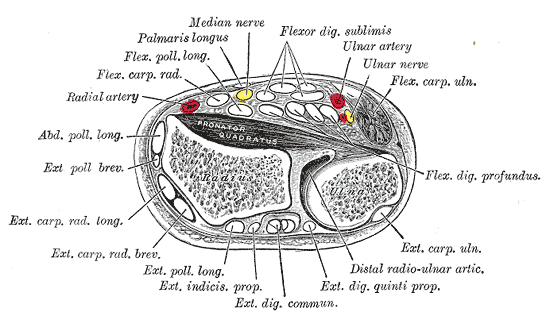